# Johann Gottlieb Riedel

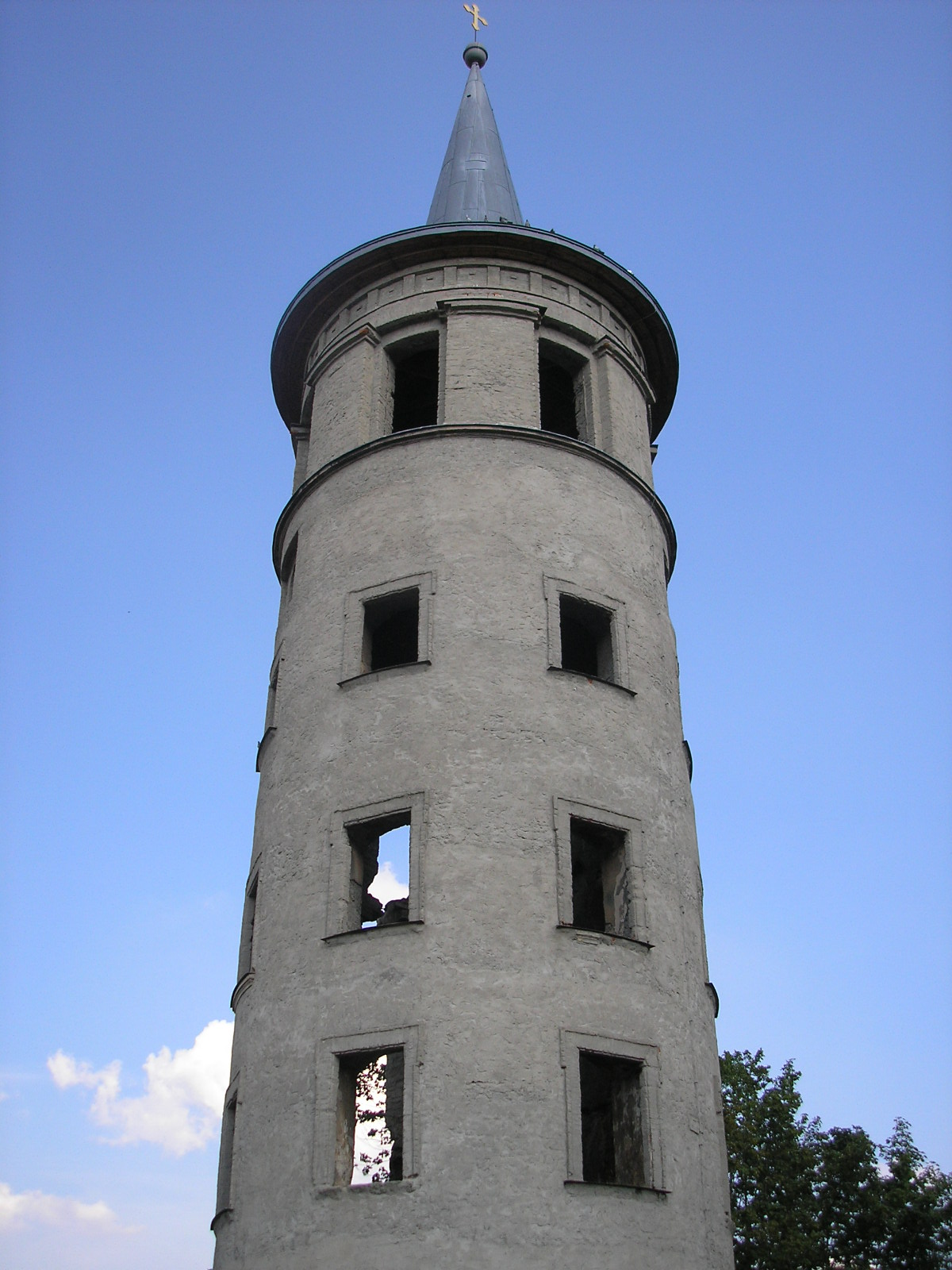
Turm der Schlossruine Schleiz

Johann Gottlieb Riedel (* 8. Oktober 1722 in Schleiz; † 9. Oktober 1791 in Bayreuth) war ein deutscher Architekt, Maler und Radierer, sowie Hofbauinspektor und Kustos der Eremitage Bayreuth, einer 1735 eröffneten Parkanlage.

## Leben
Als Baumeister und Hofmaler war er in Schleiz für den Grafen Heinrich XII. von Reuß bis 1762 tätig. Er wurde 1771 Nachfolger von Rudolf Heinrich Richter am fürstlichen Hofbauamt in Bayreuth. Er baute den südlichen Flügel des Schleizer Schlosses sowie die beiden Türme, die Jesuskirche und das Waisenhaus in Kirschkau und die Kirche in Lösau (heute Dehlitz), wo er auch die Altarblätter schuf. In Bayreuth leitete er seit 1762 als Hofbaumeister den Bau der Eremitage.
Aus der Ehe mit Caroline Eleonore Christiane Büttner gingen die Söhne Heinrich August, Heinrich Carl und Carl Christian hervor.

## Bauwerke (Auswahl)
- 1751–1753: Pfarrkirche in Kirschkau bei Schleiz, im Auftrag Heinrich XII. Reuß j. L. (1716–1784)
- 1753–1755: Südflügel Schloss Schleiz mit zwei Türmen
- 1765: Pfarrhaus in Lindenhardt, zweigeschossiger Sandsteinquaderbau mit Walmdach
- 1771–1772: Chinesischer Pavillon in der Eremitage Bayreuth, (2000–2003 rekonstruiert)
- 1774: Pfarrkirche in Plech
- 1775: Entwurf des Deckenstucks für St. Johannis in Bayreuth
- 1779–1781: Friedhofskirche in Bayreuth
- 1781: Zwei Badepavillons am Sichersreuther Sauerbrunnen (heute Bad Alexandersbad)
- 1782–1783: Schloss Alexandersbad
- um 1790: Pfarrkirche Sankt Kilian in Emskirchen

## Entwürfe (Auswahl)
- um 1780: Kanzelaltar in der St. Michaelskirche in Weidenberg
- 1791: Pfarrkirche in Arzberg